# 王陵街道
王陵街道，是中华人民共和国江苏省徐州市泉山区下辖的一个乡镇级行政单位。

## 行政区划
王陵街道下辖以下地区：
中枢社区、小北门社区、新光社区、海郑里社区、王陵社区、富国社区、醒狮社区、二眼井社区和光明社区。